# Navy Cross
Het Navy Cross is de op een na hoogste militaire onderscheiding voor leden van de United States Navy, United States Marine Corps en United States Coast Guard (indien vallend onder het marinedepartement) die zich buitengewoon dapper hebben onderscheiden in gevechtsacties. Het is equivalent aan het Distinguished Service Cross van het Amerikaanse leger, de Air Force Cross en de Coast Guard's Coast Guard Cross.

## Geschiedenis
Tot de Eerste Wereldoorlog was de Medal of Honor de enige Amerikaanse dapperheidsonderscheiding. Toen in deze oorlog veel Europese landen buitenlandse helden onderscheidden, werd in 1918 door het leger de Distinguished Service Cross en Army Distinguished Service Medal ingesteld. De Navy volgde op 4 februari 1919 met het Navy Cross, dat met terugwerkende kracht tot 6 april 1917 werd uitgereikt. Het Navy Cross was oorspronkelijk de op twee na hoogste onderscheiding, na de Medal of Honor en de Navy Distinguished Service Medal. Op 7 augustus 1942 verving het Navy Cross de Navy Distinguished Service Medal echter als een na hoogste onderscheiding.
De door James Earle Fraser ontworpen onderscheiding werd sinds haar invoering 6942 maal uitgereikt (stand van oktober 2013). De laatste maal dat het Navy Cross werd uitgereikt was op 10 augustus 2012, toen sergeant Matthew T. Abbate (USMC) postuum werd onderscheiden voor acties in Afghanistan in 2010.

## Criteria
Het Navy Cross kan worden uitgereikt aan elk lid van de Amerikaanse strijdkrachten dat diende in of met de Navy, Marine Corps of Coast Guard (alleen in oorlogstijd) en die zichzelf buitengewoon moedig hebben gedragen, maar waarvoor een Medal of Honor niet op zijn plaats is. De onderscheiding kan worden uitgereikt als de gedecoreerde betrokken was bij:
- een actie gericht tegen een vijand van de Verenigde Staten;
- een militaire operatie tegen een vijandige buitenlandse strijdkracht;
- een actie van geallieerde buitenlandse strijdkrachten, maar waarbij de Verenigde Staten geen partij is.

Bij de actie(s) moet sprake zijn geweest van de aanwezigheid van groot gevaar of een groot persoonlijk risico en de betrokkene moet zich hebben onderscheiden ten opzichte van anderen van gelijke rang, ervaring of verantwoordelijkheidspositie. Een opeenstapeling van kleine dappere handelingen voldoet niet voor het Navy Cross. Oorspronkelijk kon het Cross ook worden uitgereikt voor dappere daden in vredestijd, maar dit is onmogelijk gemaakt door een besluit op 7 augustus 1942.

## Bekende dragers
- Richard E. Byrd (1888-1957), ontdekkingsreiziger en admiraal
- Randy Cunningham (1941), Republikeins afgevaardigde in het Huis van Afgevaardigden
- William Halsey (1882–1959), vlootadmiraal in de Tweede Wereldoorlog
- Joseph P. Kennedy jr. (1915-1944), oudste broer van latere president John F. Kennedy
- John S. McCain sr. (1884-1945), admiraal in de Tweede Wereldoorlog
- Doris Miller (1919-1943), eerste Afro-Amerikaan onderscheiden met het Navy Cross
- Edward O'Hare (1914-1943), vlieger in de Tweede Wereldoorlog
- Jason Robards (1922-2000), acteur